# Petrus Shitembi
Petrus Shitembi (ur. 11 maja 1992 w Rundu) – namibijski piłkarz grający na pozycji ofensywnego pomocnika. Od 2023 jest zawodnikiem klubu Kuching City FC.

## Kariera klubowa
Swoją karierę piłkarską Shitembi rozpoczął w klubie Rundu Chiefs. W sezonie 2010/2011 zadebiutował w nim w drugiej lidze namibijskiej. W 2013 roku został piłkarzem południowoafrykańskiego University of Pretoria FC. Jesienią 2014 był zawodnikiem AmaZulu FC. W 2015 roku występował w ghańskim Ashanti Gold SC, z którym został mistrzem kraju. Następnie wrócił do AmaZulu, a w 2016 roku przeszedł do Stellenbosch FC. W sezonie 2017/2018 grał w rodzimym Tura Magic FC, a w 2019 roku występował w zambijskim Lusaka Dynamos. W 2020 roku wyjechał do Malezji i w sezonie 2020 był piłkarzem Sabah FA. W latach 2021–2022 występował w Terengganu FC, a na początku 2023 przeszedł do Kuching City FC.

## Kariera reprezentacyjna
W reprezentacji Namibii Shitembi zadebiutował 6 lipca 2011 w wygranym 1:0 towarzyskim meczu z Malawi, rozegranym w Mzuzu. W 2019 roku został powołany do kadry na Puchar Narodów Afryki 2019. Wystąpił w nim w trzech meczach grupowych: z Marokiem (0:1), z Południową Afryką (0:1) i z Wybrzeżem Kości Słoniowej (1:4).
W 2024 roku Shitembiego powołano do kadry na Puchar Narodów Afryki 2023. Rozegrał w nim trzy mecze: grupowe z Tunezją (1:0) i z Południową Afryką (0:4) oraz w 1/8 finału z Angolą (0:3).